# Buszków (województwo małopolskie)
Buszków – wieś w Polsce położona w województwie małopolskim, w powiecie miechowskim, w gminie Słaboszów.
W latach 1975–1998 miejscowość administracyjnie należała do województwa kieleckiego. Integralne części miejscowości: Boleszówka, Płużki.